# Jelena Poljonova
Jelena Ilinitjna Poljonova (ryska: Елена Ильинична Полёнова), född 20 augusti 1983 i Uralsk i dåvarande Kazakiska SSR, är en rysk handbollsspelare (vänsternia). Hon är 1,98 meter lång.

## Klubbkarriär
Jelena Poljonova bytte 2005 klubb från GK Dynamo Volgograd till Zvezda Zvenigorod. Med Zvezda vann hon 2007 ryska mästerskapet och EHF-cupen, liksom 2008 Champions League och EHF:s Champions Trophy. Poljonova spelade till 2010 för Zvezda. Hon bytte sedan säsongen 2010-2011 till GK Astrachanotjka, men bytte redan efter ett år till franska klubben Le Havre AC. Efter en säsong i Le Havre, där Poljonova på grund av en knäoperation bara spelade ett fåtal matcher, bytte hon klubb till den mindre klubben Blanzat Sport Montluçon (BSM).

## Landslagskarriär
Poljonova har spelat 106 landskamper för Ryssland. Med Ryssland blev hon världsmästare 2005 och 2007. Vid EM 2006 och 2008 vann hon först silver och sedan brons. Hon var med i det ryska lag som tog OS-silver 2008 i Peking. En kort tid därefter slutade hon spela för landslaget.

## Klubbar
- GK Dynamo Volgograd (2000–2005)
- Zvezda Zvenigorod (2005–2010)
- GK Astrachanotjka (2010–2011)
- Le Havre AC (2011–2012)
- Blanzat Sport Montluçon (2012–)